# عبدالرشید الحسن
عبدالرشید الحسن (انگلیسی: Abdul Rashid Al-Hasan؛ زادهٔ ۱۴ آوریل ۱۹۵۹) بازیکن هاکی روی چمن اهل پاکستان است.
وی در مسابقات کشوری و بین‌المللی در مجموع برندهٔ ۱ مدال طلا شده‌است.